# DJ Satomi
DJ Satomi (Simone Bocchino) (n. 18 septembrie 1978, Perugia, Italia), cunoscut și sub numele de scenă Neuroxyde și Aki Bergen, este un Inginer de sunet, compozitor și producător muzical italian, care la vârsta de 14 ani și-a folosit pasiunea pentru techno europeană ca inspirație pentru a începe explorarea pe scena internațională a cluburilor.

## Carieră
Satomi a început pe scena muzicală locală și în 1997 la cunoscut pe Andrea Prezioso, care a devenit mentorul său „prețios” timp de câțiva ani și a ajutat la instigarea primei producții a lui Satomi. În acel an, el și Prezioso au scris un single, Simon Templar - Electricity . În 2002 și-a deschis primul studio profesional. În 2003, a semnat cu Ipnotika Records, iar anul următor a scris Castle in the Sky. Această melodie a avut un mare succes și a fost inclusă în multe compilații. Mai târziu a produs single-urile Waves și Nuclear Sun.  În 2007 a câștigat un Gold Disk în Franța și, la scurt timp după aceea, a fost lansată Starlight Music, cu colaborări cu artiști precum Shara Nelson⁠(d) din Massive Attack⁠(d), DONS și Dubfire⁠(d).
Următorul pas al lui Satomi a fost să lanseze o nouă etichetă, Neurotraxx. Bocchino a colaborat cu artiști precum Dannii Minogue, Ralphi Rosario, Oscar G, Miguel Migs, Goldfish, Noir, Rah Band, Honey Dijon și Moonbeam . Bocchino s-a extins și ținând lecții/prelegeri despre mixaj și post-producție la universități și alte câteva școli muzicale renumite. În 2014, a întreprins o serie de noi proiecte alături de Steyoyoke Recordings în curs de desfășurare.   
Single-ul de debut al lui Satomi, Castle in the Sky⁠(d), a fost vizionat de peste 20 de milioane de ori pe YouTube de când a fost încărcat la 1 decembrie 2007. 

## Discografie

### Albume de compilare
| An   | Detalii album |
| ---- | --- |
| 2008 | Cele mai mari hituri - Lansare: 14 noiembrie 2008 - Label: Sunflower Records, Ipnotika - Format: CD, descărcare digitală |

### Melodii
- "Castel în cer"
- "Valuri"
- „Soarele nuclear”
- "Țara Minunilor"
- "Fantezie"
- "Superstar"
- "Salveaza-ma"
- "Pierdut in spatiu"
- "Cu tine"
- „Închide”
- "Mica sansa"